# Unravelling (Muse)
Unravelling è un singolo del gruppo musicale britannico Muse, pubblicato il 20 giugno 2025.

## Descrizione
Il brano alterna melodie elettroniche nelle strofe e altre più pesanti nel ritornello, con riff di ispirazione djent. Per la prima volta in carriera il frontman Matthew Bellamy ha fatto uso di una chitarra a otto corde.

## Promozione
Il brano è stato presentato per la prima volta dal vivo il 12 giugno 2025 durante una speciale esibizione che il gruppo ha tenuto a Helsinki di fronte a 1 400 persone.

## Tracce
Testi e musiche di Matthew Bellamy e Dan Lancaster.
1. Unravelling – 3:58

## Formazione
Gruppo
- Matthew Bellamy – chitarra, voce
- Dominic Howard – batteria
- Chris Wolstenholme – basso

Altri musicisti
- Dan Lancaster – programmazione, cori

Produzione
- Muse – produzione
- Dan Lancaster – produzione, missaggio, mastering
- Thomas Briggs – assistenza tecnica
- Tom Ashpitel – assistenza tecnica
- Aleks von Korff – produzione aggiuntiva, ingegneria del suono
- Rhys May – assistenza al missaggio